# Ermida de Nossa Senhora de Fátima (Santo Amaro)

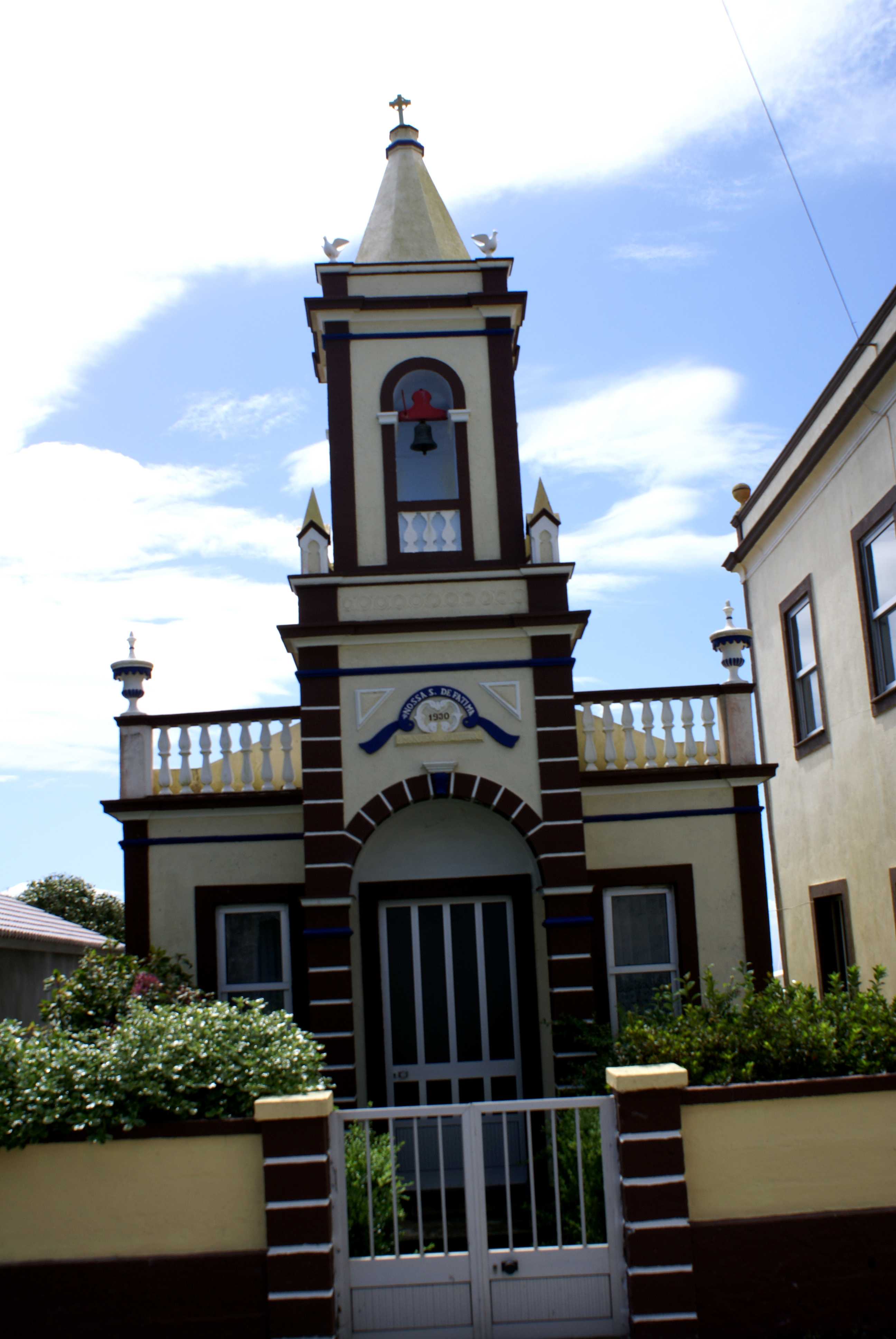
Ermida de Nossa Senhora de Fátima, fachada.

A Ermida de Nossa Senhora de Fátima é uma ermida Portuguesa localizada na freguesia de Santo Amaro, concelho da  Velas, ilha de São Jorge.
Este templo apresenta-se com uma construção recente, data de 1930 e foi edificada em alvenaria policromada. Tem uma torre sineira localizada ao centro da ermida e sub a qual se encontra a porta de entrada.
O Interior, muito simples é dotado de apenas um altar, o altar-mor, onde se encontra uma imagem de Nossa Senhora de Fátima.
Sobre a porta de entrada, embutido na torre encontram-se as inscrições: Nossa Senhora de Fátima, 1930 e Manuel I. Oliveira

## Galeria

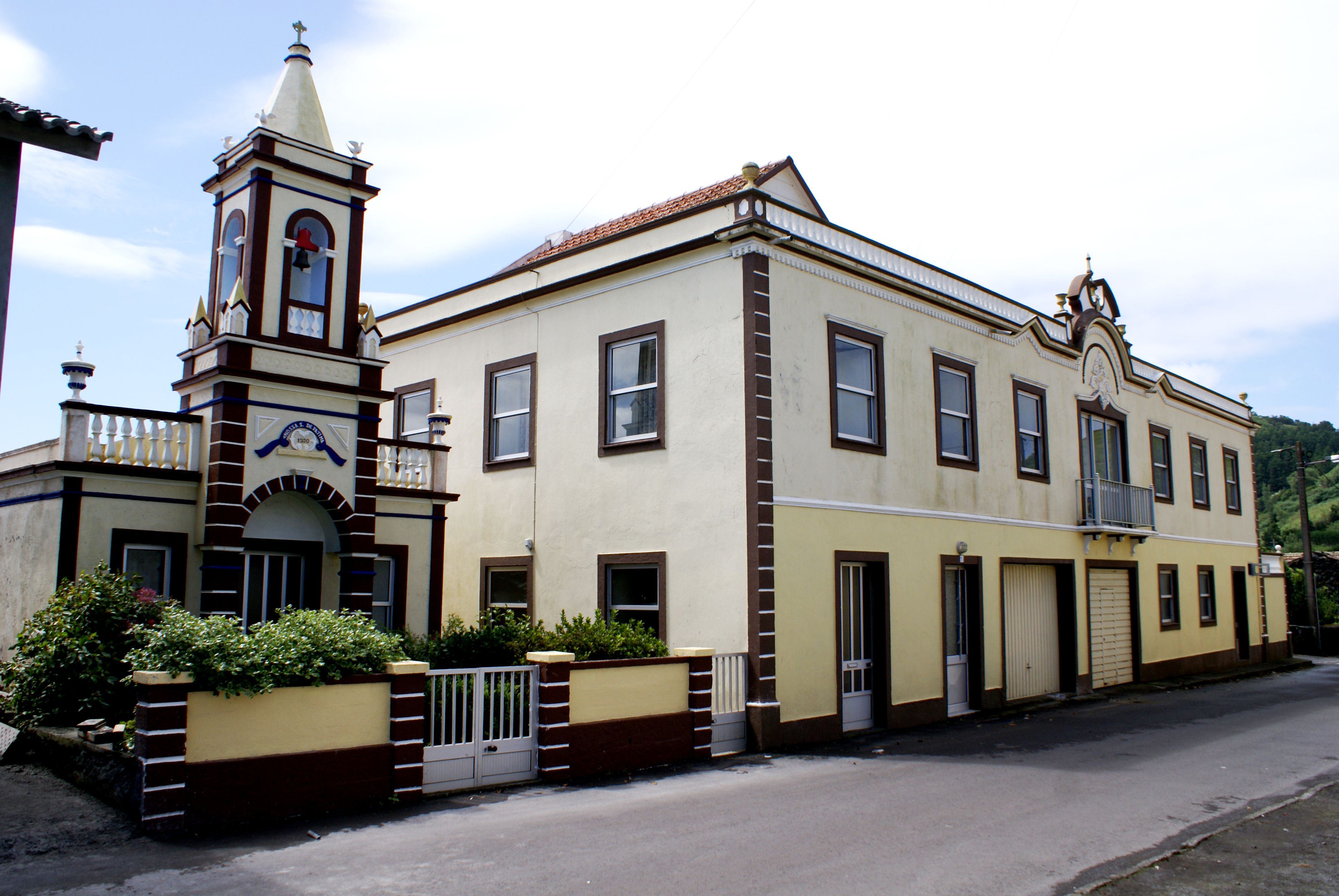
Ermida de Nossa Senhora de Fátima, envolvências
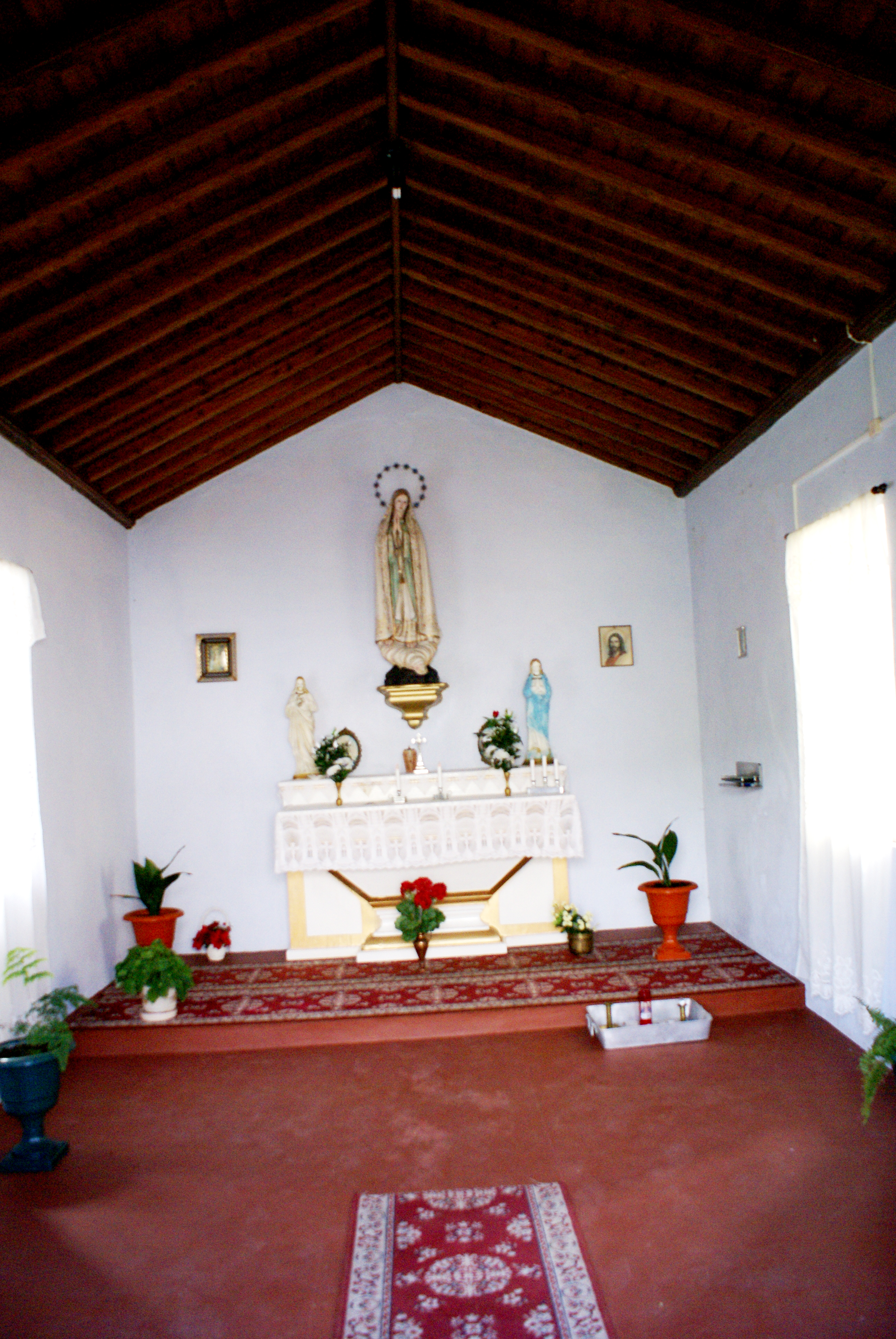
Ermida de Nossa Senhora de Fátima, interior